# 秋葉啓太
秋葉 啓太（あきば けいた、1979年11月27日 - ）は、日本の男子陸上競技（長距離走・マラソン）選手。神奈川県海老名市出身。小森コーポレーション所属。

## 人物
- 神奈川県立綾瀬西高等学校を経て関東学院大学へ進学。4年生の時には箱根駅伝に出場している。1学年下の後輩に、2011年世界陸上大邱大会男子マラソン日本代表の尾田賢典がいた。
- 大学卒業後、小森コーポレーションに入社。毎年元日に開催される全日本実業団駅伝（通称:ニューイヤー駅伝）では各チームのエースが集う最長区間で2度（現行の4区（22.0km）・区間構成変更前の2区（22.0km）で1度ずつ）、後半の最重要区間である5区で1度、区間賞を獲得している[2]。トラックでの記録はそこまで突出しているわけではないにもかかわらず(それでも日本選手権の5000m・10000mでそれぞれ入賞経験がある)、トラックでも日本を代表する選手が多く集まる主要区間で区間賞を複数回獲得している実績から、3度目の区間賞を獲得した2011年ニューイヤー駅伝の翌月に開催された東京マラソンに出場した際にはロードの鬼というキャッチフレーズが付けられた。

## 記録

### 自己ベスト
| 種目           | 記録          | 大会（年）                             |
| -------------- | ------------- | -------------------------------------- |
| 5000m          | 13分45秒30    | ホクレンディスタンスチャレンジ（2008） |
| 10000m         | 28分19秒94    | 八王子ロングディスタンス（2006）       |
| ハーフマラソン | 1時間02分35秒 | 京都シティハーフマラソン（2005）       |
| マラソン       | 2時間10分53秒 | 別府大分毎日マラソン（2009）           |

### 主な戦績
| 年   | 大会                       | 種目（区間） | 順位    | 記録          |
| ---- | -------------------------- | ------------ | ------- | ------------- |
| 2002 | 第78回箱根駅伝             | 8区          | 区間3位 | 1時間05分10秒 |
| 2006 | 第90回日本選手権           | 10000m       | 7位     | 29分06秒7     |
| 2007 | 第51回ニューイヤー駅伝     | 2区          | 区間賞  | 1時間03分19秒 |
| 2008 | 第92回日本選手権           | 5000m        | 7位     | 13分55秒31    |
| 2009 | 第53回ニューイヤー駅伝     | 4区          | 区間賞  | 1時間3分04秒  |
| 2009 | 第58回別府大分毎日マラソン | マラソン     | 3位     | 2時間10分53秒 |
| 2011 | 第55回ニューイヤー駅伝     | 5区          | 区間賞  | 46分41秒      |